# أندي رولاند (لاعب كرة قدم)
أندي رولاند (بالإنجليزية: Andy Rowland)‏ (8 سبتمبر 1954 بدربي في المملكة المتحدة - ) هو مدرب كرة قدم ولاعب كرة قدم بريطاني في مركز الهجوم. لعب مع ديربي كاونتي وسويندون تاون ونادي بوري.